# رايلي وير
رايلي وير (بالإنجليزية: Riley Ware)‏ هو لاعب كرة قدم أمريكية أمريكي، ولد في 19 سبتمبر 1962.

## وصلات خارجية
- رايلي وير على موقع JustSportsStats.com (الإنجليزية)